# Антоні Френсіс Наджент, 11-й граф Вестміт

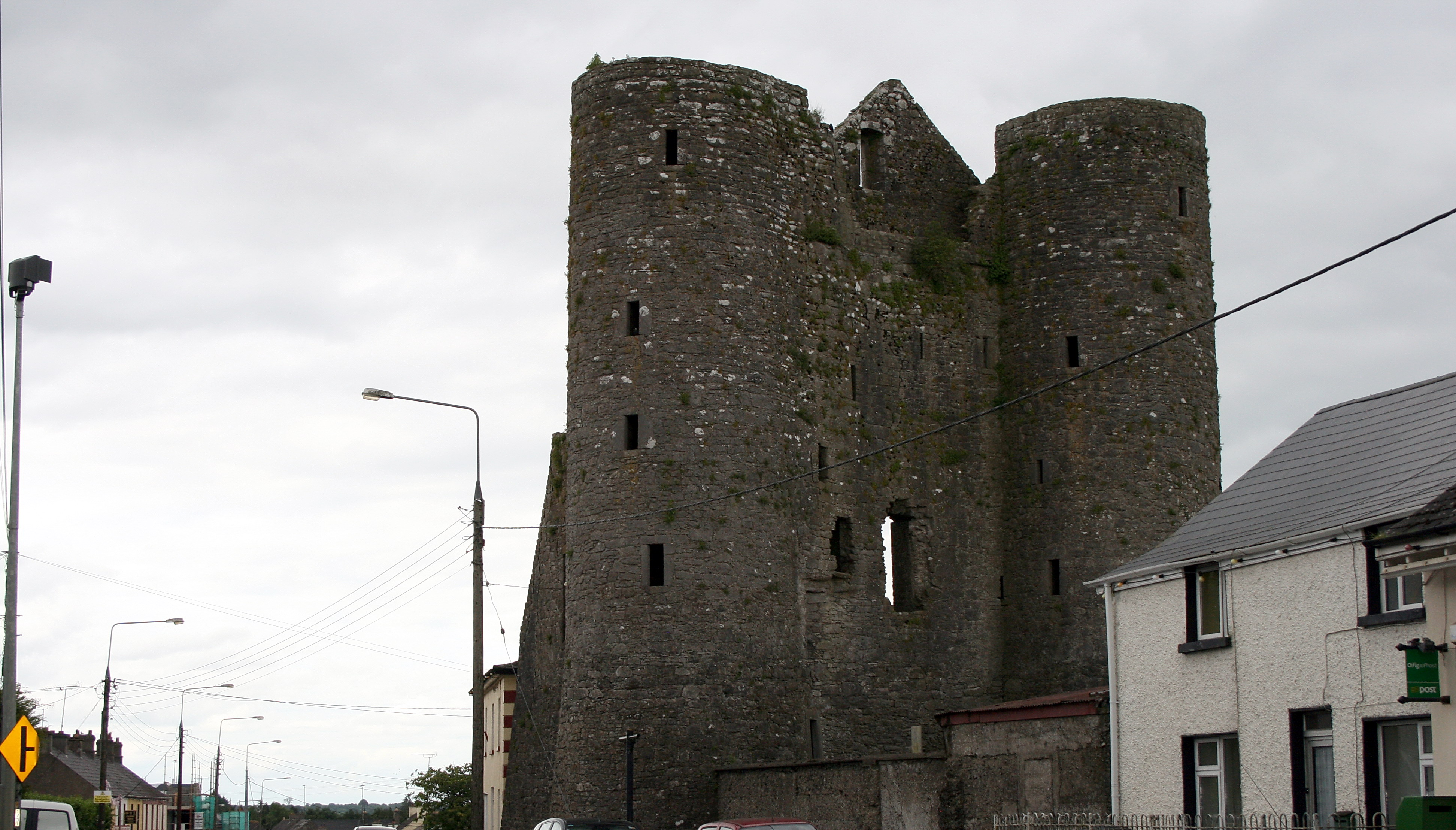
Замок Наджент.

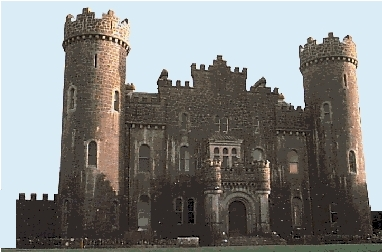
Замок Клонін (Делвін).

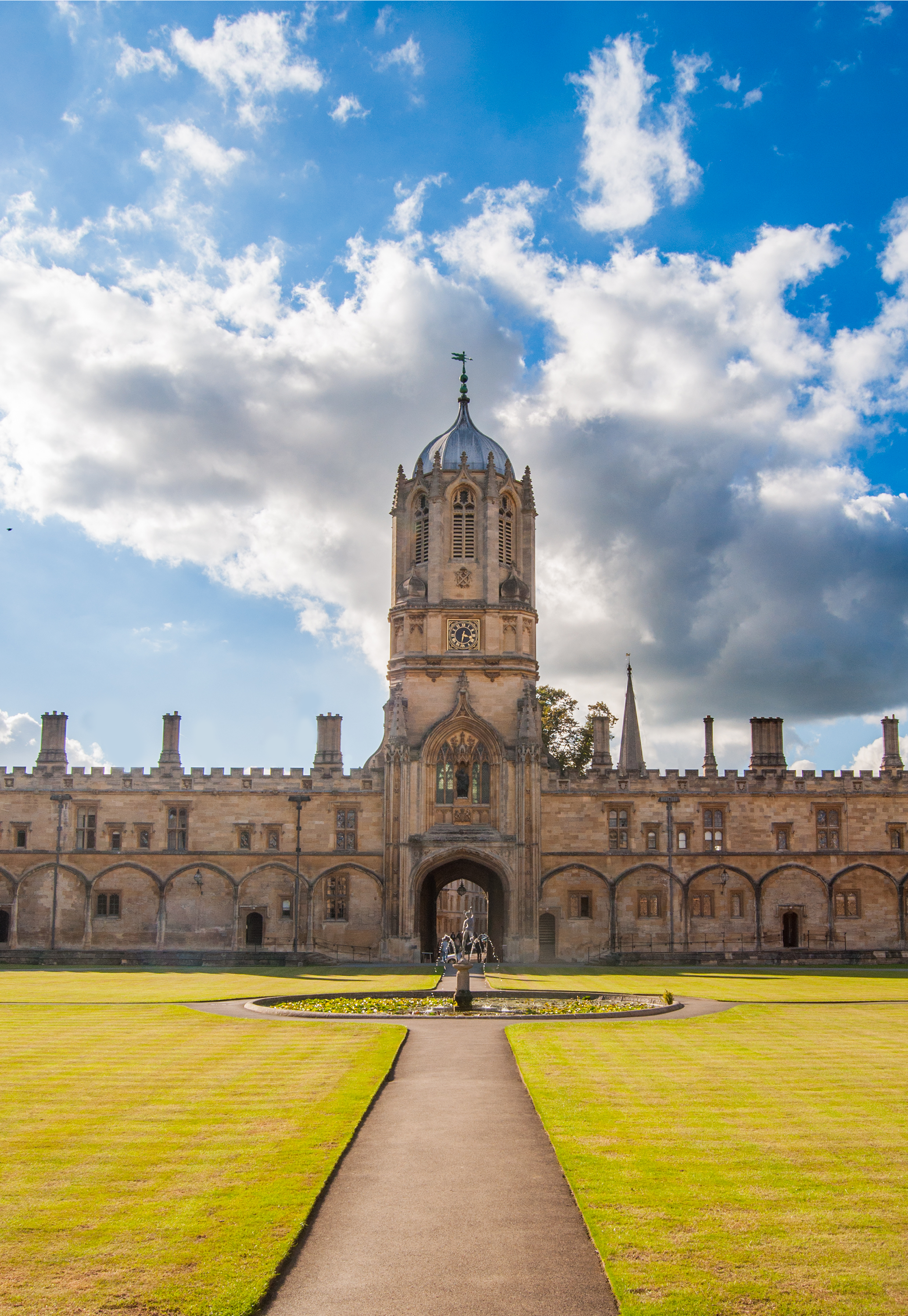
Кріст-Черч, Оксфорд. Тут отримав освіту Ентоні Френсіс Наджент.

Ентоні Френсіс Наджент (11 січня 1870 — 12 грудня 1933) — ХІ граф Вестміт, лорд Делвін (1879—1883), ірландський аристократ, пер Ірландії, Депутат парламенту Об'єднаного королівства Великої Британії та Ірландії (з 1901 року), дипломат, політик, землевласник, лорд-лейтенант Ірландії, член Таємної Ради Ірландії. Володів землями в Паллас, Спрін-Гарден, Тінаґ, у графстві Ґолвей. У 1870 році тільки в графстві Ґолвей він володів 14 000 акрами землі. Володів нерухомістю в графства Роскоммон в парафії Огулл, в баронстві Роскоммон.

## Життєпис
Ентоні Френсіс Наджент отримав освіту в Ораторській школі, що в Південному Кенсінгтоні та в Хріст-Черч, що в Оксфорді. У 1895 – 1897 році він був почесним аташе Великої Британії в Вашингтоні (США), потім служив на посаді помічника секретаря Королівської комісії з питань дотримання прав договору з Францією щодо Ньюфаундленда в 1898 році. У 1898 – 1901 роках він служив помічником секретаря з питань колоній. Володів посадою заступника лейтенанта графства Голвей. Потім був суддею. У 1902 році ввійшов до Таємної Ради Ірландії. 11 серпня 1902 року прийняв присягу як лорд-лейтенант Ірландії. Присягу прийняв граф Кадоган в Дублінському замку. Дітей не мав. Всі його титули успадкував його молодший брат – Гілберт Наджент.  